# Elecciones federales de México de 2024 en Campeche
Las elecciones federales de México de 2024 en Campeche, oficialmente Proceso Electoral Federal 2023-2024, son el proceso electoral que se llevará a cabo el domingo 2 de junio de 2024 en México bajo la organización del Instituto Nacional Electoral (INE). En ellas se renuevan los siguientes cargos públicos de nivel federal:
- Presidente de México. Jefe de Estado y de Gobierno de México, electo para un periodo de seis años sin posibilidad de reelección, a iniciar su mandato el 1 de octubre de 2024.[4]
- 3 senadores. Miembros de la cámara alta del Congreso de la Unión. Dos elegidos por mayoría simple y uno designado por el principio de primera minoría. Todos ellos por un periodo de seis años a partir del 1 de septiembre de 2024 con posibilidad a una única reelección consecutiva.
- 2 diputados federales al Congreso de la Unión: Elegidos por mayoría simple. Constituirán, a partir del 1 de septiembre del 2024, la LXVI Legislatura del Congreso de la Unión de México. Todos ellos electos para un periodo de tres años con posibilidad de reelección por hasta tres periodos consecutivos adicionales.

## Candidaturas

### Fuerza y Corazón por México
La coalición conformada por el Partido Revolucionario Institucional, el Partido Acción Nacional y el Partido de la Revolución Democrática determinó que, en el caso del estado de Campeche, sería el PRI quien designaría ambas fórmulas al Senado y el candidato del Distrito 1, mientras que al PRD le correspondería asignar al candidato a diputado por el Distrito 2.
El 16 de enero de 2024, Miguel Ángel Sulub Caamal, exdiputado federal, y Sonia Cuevas Cantú, exalcaldesa de Calkiní, se registraron como aspirantes a la diputación por el Distrito 1 ante el Partido Revolucionario Institucional, además de la diputada local Karla Toledo Zamora como aspirante al Senado de la República.
Finalmente, Karla Toledo Zamora fue registrada como primera fórmula y Lydia Helena Marquart Literas como segunda fórmula al Senado. En cuanto a los Diputados Federales, Miguel Ángel Sulub fue confirmado para el Distrito 1 y el Partido de la Revolución Democrática registró a la senadora Cecilia Margarita Sánchez García para el Distrito 2.

### Sigamos Haciendo Historia
Para las diputaciones federales, el partido Movimiento de Regeneración Nacional designó al diputado local Héctor Hernán Malavé Gaboa como candidato para el Distrito 1 y a Gabriela del Carmen Basto González como candidata para el Distrito 2. Sin embargo, el 8 de marzo de 2024, el Instituto Nacional Electoral ordenó modificar la candidatura federal para el Distrito 1 en Campeche debido a cuestiones de paridad. Esto llevó a Morena a retirar a Malavé Gaboa de la diputación federal y reemplazarlo por una mujer. Anunciaron como nueva candidata a Elda Castillo Quintana, quien es la esposa del diputado y actualmente se desempeña como diputada local y secretaria general del partido.
En cuanto a las senadurías, se registraron la subsecretaria de Educación Básica de la Secretaría de Educación, María Martina Kantún Can; el senador y exsecretario de Gobierno, Aníbal Ostoa Ortega; y el director de la Fundación Pablo García, Carlos Ucán Yam. La dirigencia nacional de Movimiento Regeneración Nacional (Morena) dio a conocer que dicha fórmula está compuesta por Martina Kantún Can, inscrita en la primera fórmula para cubrir la cuota del sector indígena, y en la segunda fórmula, el actual senador Aníbal Ostoa Ortega.

### Movimiento Ciudadano
El partido Movimiento Ciudadano registró como candidatos a diputados federales al empresario Christian Cervera Ganzo para el Distrito 1 y al exalcalde de Candelaria Francisco Farías Bailón para el Distrito 2. En cuanto a los candidatos al Senado, se registró como primera fórmula al exalcalde de Campeche y excandidato a la gubernatura, Eliseo Fernández Montúfar. y como segunda fórmula se inscribió a la arquitecta Dulce Dorantes Cervera.
Es importante destacar que, tras el anuncio de la candidatura de Fernández al Senado, el dirigente de Morena en Campeche anunció su intención de impugnarla. Pese a ser inicialmente aceptada su postulación el 21 de marzo el Instituto Nacional Electoral cancelo las candidaturas al senado de Campeche y Jalisco debido a temas de paridad,  el partido impugnó dicha medida ante el Tribunal Electoral del Poder Judicial de la Federación el cual ordenó al INE devolver ambas candidaturas a Movimiento Ciudadano, más tarde el 6 de mayo la sala regional de Xalapa del Tribunal Electoral Federal retiró nuevamente la candidatura al determinar procedente la impugnación del partido MORENA por lo que el partido decidió sustituirlo por el doctor Daniel Barreda Puga. Sin embargo, renunció por motivos de salud, por lo que el partido participó en la jornada electoral sin candidato propietario de la primera fórmula. Después de las elecciones se confirmó que sería Daniel Barreda Pavón, dirigente estatal de Movimiento Ciudadano y suplente de primera fórmula quien ocuparía el curul de primera minoría.

## Encuestas

### Senado
| Fecha            | Encuestadora      | Muestra  |              |                 |                  | Indefinidos | Ventaja |
| ---------------- | ----------------- | -------- | ------------ | --------------- | ---------------- | ----------- | ------- |
| Fecha            | Encuestadora      | Muestra  |              |                 |                  | Indefinidos | Ventaja |
| Fecha            | Encuestadora      | Muestra  | Kantún Ostoa | Toledo Marquart | Dorantes Barreda | Indefinidos | Ventaja |
| Mayo             | Promedio          | Promedio | 32.80        | 29.18           | 24.40            | 18.16       | 3.62    |
| 28 de mayo       | Massive Caller    | 1000     | 38.8         | 32.6            | 28.6             | -           | 6.2     |
| 20 de mayo       | Massive Caller    | 1000     | 31.1         | 28.4            | 22.7             | 17.8        | 2.7     |
| 13 de mayo       | Massive Caller    | 1000     | 30.1         | 27.3            | 23.7             | 18.9        | 2.8     |
| 6 de mayo        | Massive Caller    | 1000     | 31.2         | 28.4            | 22.6             | 17.8        | 2.8     |
| Abril            | Promedio          | Promedio | 35.54        | 21.08           | 25.60            | 17.77       | 9.94    |
| 29 de abril      | Massive Caller    | 1000     | 32.9         | 26.0            | 21.4             | 19.7        | 6.9     |
| 25 a 29 de abril | Arias Consultores | 1988     | 29.5         | 5.7             | 53.9             | 10.9        | 24.4    |
| 22 de abril      | Massive Caller    | 1000     | 31.5         | 27.1            | 22.5             | 18.9        | 4.4     |
| 18 de abril      | Percepción Social | 2500     | 35.0         | 26.0            | 20.0             | 19.0        | 9.0     |
| 16 de abril      | Massive Caller    | 1000     | 35.1         | 25.4            | 19.2             | 20.3        | 9.7     |
| 3 de abril       | Rubrum            | 1000     | 47.8         | 13.8            | 24.1             | 14.3        | 23.7    |
| 2 de abril       | Massive Caller    | 1000     | 37.0         | 23.6            | 18.1             | 21.3        | 13.4    |
| Marzo            | Promedio          | Promedio | 46.60        | 12.51           | 23.67            | 15.88       | 22.72   |
| 27 de marzo      | Rubrum            | 1000     | 51.6         | 10.3            | 22.2             | 15.9        | 29.4    |
| 25 de marzo      | Massive Caller    | 1000     | 42.1         | 20.5            | 19.2             | 10.2        | 21.6    |
| 12 de marzo      | Massive Caller    | 1000     | 45.4         | 14.7            | 24.6             | 15.3        | 20.8    |
| 12 de marzo      | Rubrum            | 1000     | 44.0         | 9.9             | 28.5             | 17.6        | 15.5    |
| 6 de marzo       | Rubrum            | 1000     | 48.9         | 7.2             | 27.5             | 16.4        | 21.4    |
| 1 de marzo       | Rubrum            | 1000     | 47.6         | 12.5            | 20.0             | 19.9        | 27.6    |

### Distrito Federal 1 (Campeche)
| Fecha       | Encuestadora   | Muestra  |          |       |         | Indefinidos | Ventaja |
| ----------- | -------------- | -------- | -------- | ----- | ------- | ----------- | ------- |
| Fecha       | Encuestadora   | Muestra  |          |       |         | Indefinidos | Ventaja |
| Fecha       | Encuestadora   | Muestra  | Castillo | Sulub | Cervera | Indefinidos | Ventaja |
| Marzo       | Promedio       | Promedio | 33.40    | 29.40 | 12.80   | 24.40       | 4.00    |
| 31 de marzo | Massive Caller | 600      | 33.4     | 29.4  | 12.8    | 24.4        | 4.0     |

### Distrito Federal 2 (Ciudad del Carmen)
| Fecha       | Encuestadora   | Muestra  |       |         |        | Indefinidos | Ventaja |
| ----------- | -------------- | -------- | ----- | ------- | ------ | ----------- | ------- |
| Fecha       | Encuestadora   | Muestra  |       |         |        | Indefinidos | Ventaja |
| Fecha       | Encuestadora   | Muestra  | Basto | Sánchez | Farías | Indefinidos | Ventaja |
| Marzo       | Promedio       | Promedio | 37.40 | 26.90   | 6.90   | 28.80       | 10.50   |
| 31 de marzo | Massive Caller | 600      | 37.4  | 26.9    | 6.9    | 28.8        | 10.5    |

## Resultados electorales

### Senadores por Campeche

#### Senadores Electos
|  | Candidato            | Partido | Tipo de elección | Tipo de elección |
|  | -------------------- | ------- | ---------------- | ---------------- |
|  | Martina Kantún Can   |         | Primera fórmula  | Mayoría relativa |
|  | Aníbal Ostoa Ortega  |         | Segunda fórmula  | Mayoría relativa |
|  | Daniel Barreda Pavón |         | Primera fórmula  | Primera minoría  |

### Diputados Federales por Campeche

#### Diputados Electos
| Candidato               | Partido | Distrito   | Tipo de elección |
| ----------------------- | ------- | ---------- | ---------------- |
| Elda Castillo Quintana  |         | Distrito 1 | Mayoría relativa |
| Gabriela Basto González |         | Distrito 2 | Mayoría relativa |

### Cámara de Senadores
|  | 40.31 % |

|  | 33.83 % |

|  | 9.35 % |

|  | 4.54 % |

|  | 4.33 % |

|  | 3.96 % |

|  | 0.70 % |

|  | 0.05 % |

|  | 97.17 % |

|  | 2.88 % |

|  | 64.83 % |

### Cámara de Diputados
|  | 41.40 % |

|  | 31.69 % |

|  | 9.87 % |

|  | 4.59 % |

|  | 4.50 % |

|  | 4.18 % |

|  | 0.75 % |

|  | 0.06 % |

|  | 97.08 % |

|  | 2.91 % |

|  | 64.08 % |

## Elecciones

### Elección presidencial
|  | 49.90 % |

|  | 61.29 % |

|  | 5.06 % |

|  | 6.32 % |

|  | 20.99 % |

|  | 5.67 % |

|  | 15.48 % |

|  | 9.07 % |

|  | 0.73 % |

|  | 0.09 % |

|  | 97.77 % |

|  | 2.13 % |

|  | 100.00 % |

|  | 64.61 % |

### Elección de Senadores
|  | 48.51 % |

|  | 34.13 % |

|  | 14.47 % |

|  | 0.05 % |

|  | 97.17 % |

|  | 64.83 % |

### Diputaciones

#### Distrito federal 1 (Campeche)
|  | 42.43 % |

|  | 35.53 % |

|  | 19.23 % |

|  | 0.06 % |

|  | 97.26 % |

|  | 2.72 % |

|  | 67.63 % |

#### Distrito federal 2 (Ciudad del Carmen)
|  | 58.73 % |

|  | 27.59 % |

|  | 10.56 % |

|  | 0.05 % |

|  | 96.94 % |

|  | 3.05 % |

|  | 58.69 % |